# Foersterella reptans
Foersterella reptans is een vliesvleugelig insect uit de familie Tetracampidae. De wetenschappelijke naam is voor het eerst geldig gepubliceerd in 1834 door Nees.